# Wilhelm Henze (Sportwissenschaftler)
Peter Wilhelm Henze (* 8. März 1910 in Steigerthal; † 20. Dezember 2004 in Göttingen) war ein deutscher Sportwissenschaftler, Sporthistoriker und Sportfunktionär.
Nach dem Studium von Geschichte, Geografie, Germanistik und Leibesübungen an der Georg-August-Universität Göttingen (1. Staatsexamen 1932) und Referendardienst (2. Staatsexamen 1936) wurde er zunächst Assistent und später Oberassistent, bei Bernhard Zimmermann in Göttingen. Hier trat er bereits am 1. März 1933 in die NSDAP ein (Mitgliedsnummer 1635869) und am 15. Mai 1933 auch in die SA. Nach dem Zwangsruhestand von Zimmermann wurde Henze daraufhin vorübergehend kommissarischer Institutsdirektor, ehe er als Offizier im Zweiten Weltkrieg seinen Militärdienst versah. Seine vor dem Krieg weitgehend fertiggestellte historische Dissertation (Dr. phil.) verteidigte er 1941 während eines Fronturlaubs. Im Krieg wurde er in Abwesenheit zum Institutsdirektor des Instituts für Leibesübungen der Universität Halle ernannt, eine Stelle, die er nicht antrat, da er nach dem Krieg nicht in der SBZ arbeiten konnte und wollte. Nach dem Krieg arbeitete er bis zu seiner Entnazifizierung („Mitläufer“) als Archivar bei der Klosterkammer Hannover, ehe er 1948 als (zunächst kommissarischer) Direktor des Instituts für Leibesübungen nach Göttingen zurückkehrte. 1972 wurde er auf den ersten Lehrstuhl für Sportwissenschaft in Göttingen berufen, den er bis zu seiner Emeritierung 1978 innehatte.
Henze war nach 1945 Gründungsmitglied und Schriftführer der Arbeitsgemeinschaft der Institutsdirektoren für Leibesübungen (AID). 1980 war er Disziplinchef Reiten des Allgemeinen Deutschen Hochschulsportverbandes, Präsident, später Ehrenpräsident des Niedersächsischen Verbandes für Modernen Fünfkampf und Präsident des Deutschen Verbandes für Modernen Fünfkampf (in der Eigenschaft der Verantwortliche für den Fünfkampf bei den Olympischen Spielen 1972). Als Vorstandsmitglied des Internationalen Verbandes für Modernen Fünfkampf setzte er gegen viel Widerstand den Fünfkampf für Frauen durch. Er war Gründungspräsident des Niedersächsischen Instituts für Sportgeschichte.
Henze wurde mit dem Bundesverdienstkreuz 1. Klasse, der Ehrenmedaille der Kultusministerkonferenz, der Dr.-Bernhard-Zimmermann-Medaille sowie einer Vielzahl von weiteren Ehrenpreisen ausgezeichnet. Für seine Verdienste um den Sport in Niedersachsen wurde er in die Ehrengalerie des Niedersächsischen Instituts für Sportgeschichte aufgenommen. Große Teiles seines Nachlasses befinden sich im Archiv des Niedersächsischen Institut für Sportgeschichte.

## Publikationen (Auswahl)
- Motivation im Sport. K. Hofmann, Schorndorf 1971.
- Spiel und Wetteifer. K. Hofmann, Schorndorf 1970.
- Die Gestaltung. K. Hofmann, Schorndorf 1967.
- Die Leistung. K. Hofmann, Schorndorf 1964.